# Écriture logosyllabique
Un système d'écriture logosyllabique (également orthographié logo-syllabique) est un système logographique (un symbole — graphème — correspond à un mot — lemme) fonctionnant en même temps comme un  syllabaire phonographique (un graphème correspond au son d'une syllabe), comme c'est le cas pour le chinois écrit ou l'écriture maya.
Pour souligner le fait que, d'un point de vue contemporain, les graphèmes en chinois designent davantage des morphèmes (non nécessairement libres), on qualifie aussi le chinois écrit de système morphosyllabique. Chacun de ces morphèmes est en principe issu d'un mot de la langue chinoise archaïque.